# Liste der Monuments historiques in Molesme
Die Liste der Monuments historiques in Molesme führt die Monuments historiques in der französischen Gemeinde Molesme auf.

## Liste der Immobilien
| Bezeichnung                       | Beschreibung | Standort                 | Kennzeichnung | Schutzstatus | Datum     | Bild           |
| --------------------------------- | --- | ------------------------ | ------------- | ------------ | --------- | -------------- |
| Kirche Exaltation-de-la-Ste-Croix | ehemalige Konversenkirche der Abtei Molesme, ab dem 12. Jahrhundert                                                              | Place de l’Eglise (Lage) | PA00112546    | Classé       | 1987      | weitere Bilder |
| Abtei Molesme                     | Benediktinerkloster, 1075 gegründet, nach der Französischen Revolution aufgelöst; Gebäudebestand vom 13. bis zum 18. Jahrhundert | Rue de l’Abbaye (Lage)   | PA00112545    | Inscrit      | 1971 1985 | weitere Bilder |

## Liste der Objekte
| Bezeichnung                                 | Beschreibung                                                                  | Standort                                        | Kennzeichnung | Schutzstatus | Datum | Bild |
| ------------------------------------------- | ----------------------------------------------------------------------------- | ----------------------------------------------- | ------------- | ------------ | ----- | ---- |
| Skulptur Madonna mit Kind                   | Holz, farbig gefasst und vergoldet, erste Hälfte des 17. Jahrhunderts         | in der Kirche Exaltation-de-la-Ste-Croix (Lage) | PM21001514    | Classé       | 1964  |      |
| Gemälde Madonna mit Kind und Johannesknaben | Ölfarbe auf Leinwand, zweite Hälfte des 17. Jahrhunderts; nach Pierre Mignard | in der Kirche Exaltation-de-la-Ste-Croix (Lage) | PM21001515    | Classé       | 1964  |      |
| Gemälde Anbetung der Hirten                 | Ölfarbe auf Leinwand, bezeichnet 1725; nach Pietro da Cortona                 | in der Kirche Exaltation-de-la-Ste-Croix (Lage) | PM21004269    | Inscrit      | 1997  |      |